# En-nigaldi-Nanna
En-nigaldi-Nanna (auch Bēl-šalti-Nanna, Bel-salti-Nanna) war der Name einer Tochter des babylonischen Königs Nabu-na'id.
Mit dem Neujahrsfest am Anfang seines dritten Regierungsjahres 553 v. Chr. ernannte der Babylonierkönig Bēl-šalti-Nanna in Verbindung einer zuvor im Monat Ululu 554 v. Chr. erfolgten negativen Orakelanfrage an Sin zur neuen Entu-Priesterin und gab ihr den neuen Namen En-nigaldi-Nanna („Laut rufende Herrin des Nanna“). Nach der symbolischen „Heiligen Hochzeit“ zog seine Tochter mit dem ihr verliehenen heiligen göttlichen Zusatztitel in den von Nabu-na'id neu erbauten Tempel Egipar in Ur.
Der Zeitpunkt ist aus einer Keilschrifttafel Nabu-na'ids bekannt, die eine erfolgte Mondfinsternis am 19. September 554 v. Chr. beschreibt: Wenn im Monat Ululu während der Morgenwache die Sonne den Mond verdunkelt, dann wünscht sich Sin eine neue Entu-Priesterin. Der Bezug auf die alten Kulte war dem Babylonierkönig wichtig, da En-anna-du als letzte im Jahre 1764 v. Chr. ernannte Entu-Priesterin von Ur, Tochter von Kudur-Mabuk und Schwester von Rim-Sin I., besondere Erwähnung fand.